# Laephotis kyrinyaga
Laephotis kirinyaga (Monadjem, Patterson, Webala & Demos, 2021) è un pipistrello della famiglia dei Vespertilionidi diffuso nell'Africa orientale.

## Descrizione

### Dimensioni
Pipistrello di piccole dimensioni, con la lunghezza totale tra 794 e 95 mm, la lunghezza dell'avambraccio tra 30,5 e 34,1 mm, la lunghezza della coda tra 28 e 37 mm, la lunghezza del piede tra 5 e 8 mm, la lunghezza delle orecchie tra 9 e 13 mm e un peso fino a 7 g.

### Aspetto
Le parti dorsali sono marroni con la punta dei singoli peli bruno-giallastra chiara, mentre quelle ventrali sono bianco-crema con la base più scure. Le orecchie sono corte e arrotondate, il trago è curvato all'estremità sia anteriore che posteriore. Le orecchie e il muso sono marroni scure. 

### Ecolocazione
Emette ultrasuoni con frequenza di picco tra 74,3 e 41,6 kHz.

## Biologia

### Alimentazione
Si nutre di insetti.

## Distribuzione e habitat
Questa specie è diffusa nel Parco Nazionale di Marsabit, in Kenya, nel Parco nazionale delle Cascate Murchison, in Uganda e in Etiopia. Un individuo catturato in Senegal potrebbe appartenere a questa specie, suggerendo una più ampia distribuzione.
Vive nelle foreste tropicali umide, nelle foreste montane mesiche e nelle boscaglie secche della savana sopra i 1.000 metri.

## Conservazione
Questa specie, essendo stata scoperta solo recentemente, non è stata sottoposta ancora a nessun criterio di conservazione.